# Walter Plaikner
Walter Plaikner (ur. 24 października 1951 w Kiens) – włoski saneczkarz startujący w dwójkach, mistrz olimpijski, medalista mistrzostw świata i Europy.

## Kariera
Pierwszy sukces w karierze osiągnął w 1971 roku, kiedy w parze z Paulem Hildgartnerem zdobył złoty medal w dwójkach podczas mistrzostw Europy w Imst. W tym samym składzie zdobyli też złote medale na mistrzostwach świata w Olang (1971) i mistrzostwach Europy w Olang (1974) oraz brąz podczas mistrzostw świata w Oberhofie. W 1972 roku wywalczył złoto na igrzyskach olimpijskich w Sapporo, ex aequo z parą Horst Hörnlein/Reinhard Bredow z NRD. Brał też udział w igrzyskach w Innsbrucku w 1976 roku, zajmując jedenaste miejsce.

## Osiągnięcia

### Igrzyska olimpijskie
| Rok  | Miejsce   | Dwójki |
| ---- | --------- | ------ |
| 1972 | Sapporo   | =1.    |
| 1976 | Innsbruck | 11.    |